# Todesfall Stephon Clark
Der Todesfall Stephon war die Erschießung des Afroamerikaners Stephon Clark durch Polizeibeamte am 18. März 2018 im kalifornischen Sacramento. Stephan Alonzo Clark war ein 22-jähriger schwarzer US-Bürger, der von der Polizei verdächtigt wurde, Autos aufgebrochen zu haben. Bei der anschließenden Verfolgung verwechselten zwei Polizisten nach deren Angaben sein Handy mit einer Waffe und erschossen ihn. Clark lebte in Sacramento und war Vater von zwei Kindern.
Am 18. März 2018 ging über den Notruf ein Hinweis auf einen Mann ein, der möglicherweise mehrere Autoeinbrüche verübt hatte. In der Annahme, dass Stephon Clark der Täter sei, verfolgten ihn Polizisten des Sacramento Police Department bis in den Garten seines Wohnhauses. Die Videoaufnahmen der Infrarotkamera eines Polizei-Hubschraubers sowie von den Körperkameras der Beamten zeigen, wie zwei Polizisten auf das Grundstück stürmten und Clark aufforderten, seine Hände zu zeigen. Kurz danach riefen die Beamten „Waffe! Waffe! Waffe!“ und eröffneten das Feuer aus ihren Dienstpistolen. Sie gaben 20 Schüsse auf den Verdächtigen ab. Bei der Leiche Stephon Clarks konnte keine Waffe gefunden werden. Die Polizisten hatten nach eigenen Angaben sein Smartphone dafür gehalten.
Nach den Schüssen stellten die Beamten die Tonaufnahmen ihrer Bodycams aus.
Die Familie des getöteten Stephon Clark beauftragte den unabhängigen Gerichtsmediziner Bennet Omalu mit der Obduktion. Omalu äußerte Zweifel an den ersten offiziellen Darstellungen der Ereignisse durch die Polizei. Omalu sagte, sechs Projektile hätten Clark von hinten getroffen und zwei weitere in die Seite. Während der Interaktion mit den Beamten habe Clark ihnen den Rücken zugewandt. Der Autopsiebericht gibt an, er sei, nach dem er beschossen wurde, noch etwa drei bis zehn Minuten am Leben gewesen, ehe er verblutete. Die Beamten hatten laut USA Today Angst, dass Clark bewaffnet sei und leiteten nicht unmittelbar medizinische Maßnahmen ein.
Anwaltlich wird die Familie Clarks von dem Bürgerrechtsanwalt Benjamin Crump vertreten, der bereits die Familien der erschossenen schwarzen Jugendlichen Trayvon Martin, Tamir Rice und Michael Brown vertreten hatte.

## Wirkung
Der Tod Clarks erregte weltweit Aufmerksamkeit, auch deshalb, weil ihm bereits mehrere Fälle von Polizeigewalt gegen schwarze Männer vorausgegangen waren. In Sacramento und weiteren Städten kam es zu Protesten u. a. der Black-Lives-Matter-Bewegung gegen Rassismus von Polizeibehörden gegen nichtweiße US-Bürger. Laut der Washington Post waren im Jahr 2018 bis zu Clarks Beerdigung am 30. März 2018 bereits 264 Menschen von US-Polizisten erschossen worden.
Der stellvertretende Sprecher des Weißen Hauses Raj Shah sagte, ihm lägen keine detaillierten Informationen zu dem Fall vor, deshalb wolle man ihn nicht kommentieren.
Auch in den Tagen um die Beerdigung von Stephon Clark kam es in Sacramento und anderen Städten der USA zu Demonstrationen gegen Polizeigewalt. In Sacramento nahm der Basketball-Spieler Matt Barnes von den Sacramento Kings eine führende Rolle bei den Protesten ein.